# ستيفن مانديل
ستيفن مانديل هو سياسي كندي، ولد في 18 يوليو 1945 في وندسور في كندا. حزبياً، نشط في الرابطة التقدمية المحافظة في ألبرتا ‏. وقد انتخب عمدة إدمونتون (26 أكتوبر 2004 – 29 أكتوبر 2013) وانتخب عضو الجمعية التشريعية ألبرتا.